# Georg Branting
Georg Branting i riksdagen kallad Branting i Stockholm, född 21 september 1887 i Adolf Fredriks församling, Stockholms stad, död 6 juli 1965 i Gustav Vasa församling, Stockholms stad, var en svensk socialdemokrat och advokat samt riksdagsledamot 1932–1961. Han var son till Hjalmar och Anna Branting.

## Biografi

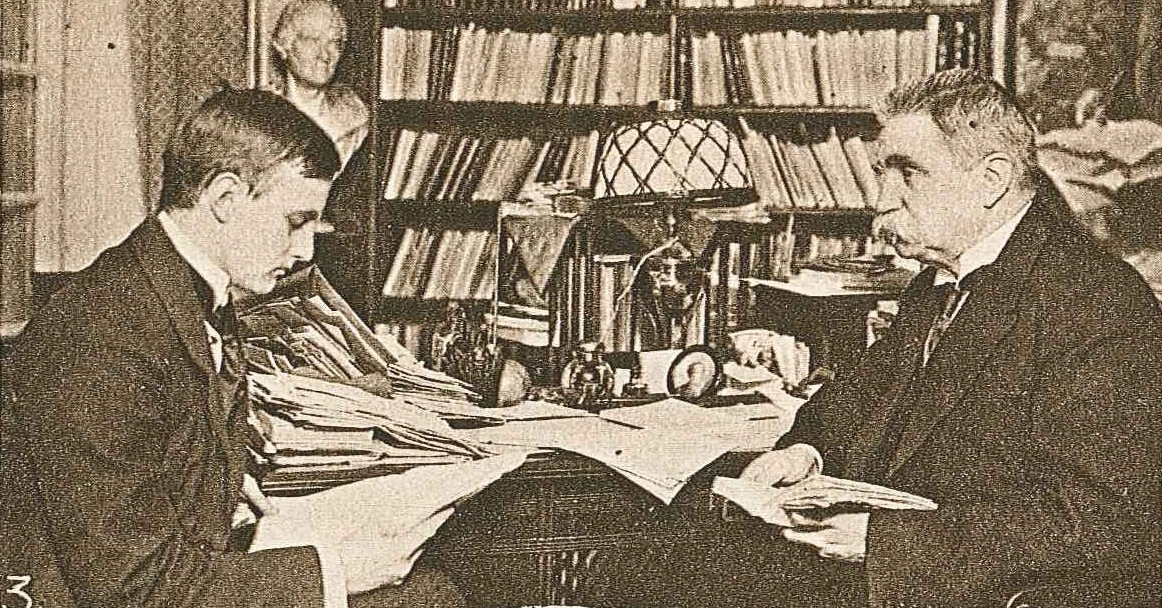
Georg Branting och fadern Hjalmar Branting under arbetet med att gemensamt översätta en bok av Jean Jaurès 1916.

Branting avlade juris kandidatexamen 1913 och var därefter praktiserande advokat i Stockholm. Han grundade 1917 Svensk-Ryska Banken tillsammans med bankiren Olof Aschberg och sin syster Sonja Branting-Westerståhl. Han var advokat i flera uppseendeväckande politiska processer i utlandet, bland annat i en mot finska kommunister 1924 samt i processen mot Sacco och Vanzetti i USA.
Branting ingick i delegationen från International Law Association som var inbjuden att närvara till första Moskvaprocessen där Kamenev och Zinovjev stod åtalade för spionage, sabotage och terrorism. Deras uttalande var entydigt: ”Som helt grundlöst betecknar vi påståendet att förhandlingarna skulle varit summariskt och olagliga. De anklagade hade uppmanats att anlita juridiska ombud, i Sovjetunionen står samtliga försvarsadvokater självständiga gentemot regeringen … Vi förklarar kategoriskt, att de åtalade dömdes på ett alltigenom lagligt sätt … De förtjänade dödsstraff.” 
Georg Branting var från 1927 stadsfullmäktige i Stockholm och från 1931 ledamot av riksdagens första kammare. Han gick emot sitt eget parti då han på 1930-talet aktivt arbetade till stöd för vänsterregeringen i det spanska inbördeskriget. Han tvingades då lämna sin post i partistyrelsen. Han var en av de ledande i Svenska Hjälpkommittén för Spanien. I Spanien uppkallades ett kompani med svenska frivilliga efter Georg Branting.
Wilhelm Agrell skrev 2003, 2014 att den svenska säkerhetspolisen, genom Otto Danielsson, identifierade Georg Branting som sovjetisk informatör under kodnamnet SENATOR.   Han uppgavs lämna rapporter till ambassaden två gånger i månaden om svenska politiska förhållanden, för vilket han även erhållit betalning.  Efter Petrovaffären, då Vladimir Petrov hoppade av sin ambassadtjänst i Australiens huvudstad Canberra, förhördes han och hans fru 1954 av västliga underrättelsetjänster, även SÄPO. Då bekräftade de att det fanns en informatör i Sverige med goda kontakter i den högsta socialdemokratiska partitoppen.:271